# Сони Ериксон К510
Сони Ериксон К510i је модел телефона из К серије. Са палетом боја од 262.144 и ТФТ ЛЦД екраном резолуције 128х160 пиксела, овај модел спада у телефоне треће генерације. Захваљујући камери од 1,3 мега пиксела, слике и видео записи су задовољавајућег квалитете и могу се сместити на читавих 28 MB. Маса износи око 82 g.

## Варијанте
- K510i - 900/1800/1900
- K510c - 900/1800/1900 MHz за Кину
- K510a - 850/1800/1900 MHz За Америку

## Карактеристике

#### Поруке
- СМС
- ММС
- Т9 текст
- Имејл
- Аудио-запис
- ЛМС

#### Забава
- Медија плејер - програм за слушање музике. Подржава mp3, mp4, mp4a, 3gp, aac, amr, g-mide, emy, imy, wav.
- 3D Java games
- Music tones (MP3/AAC)
- Music DJ™
- Photo DJ™ - уређивање фотографија.
- Video DJ™
- PlayNow™ - омогућава преслушавање музичких тонова пре куповине или учитавања. Ова функција зависи од мреже или оператора.
- Style-Up™ Covers

#### Бежична комуникација
- Блутут
- IrDA
- GPRS
- USB подршка

#### Меморија
- 28

#### Димензије
- 101  x 44  x 17

#### Маса
- 82

#### Дисплеј
- 262.144 боја, ТФТ ЛЦД екран
- 128x160 пиксела